# Kabinett Scholz

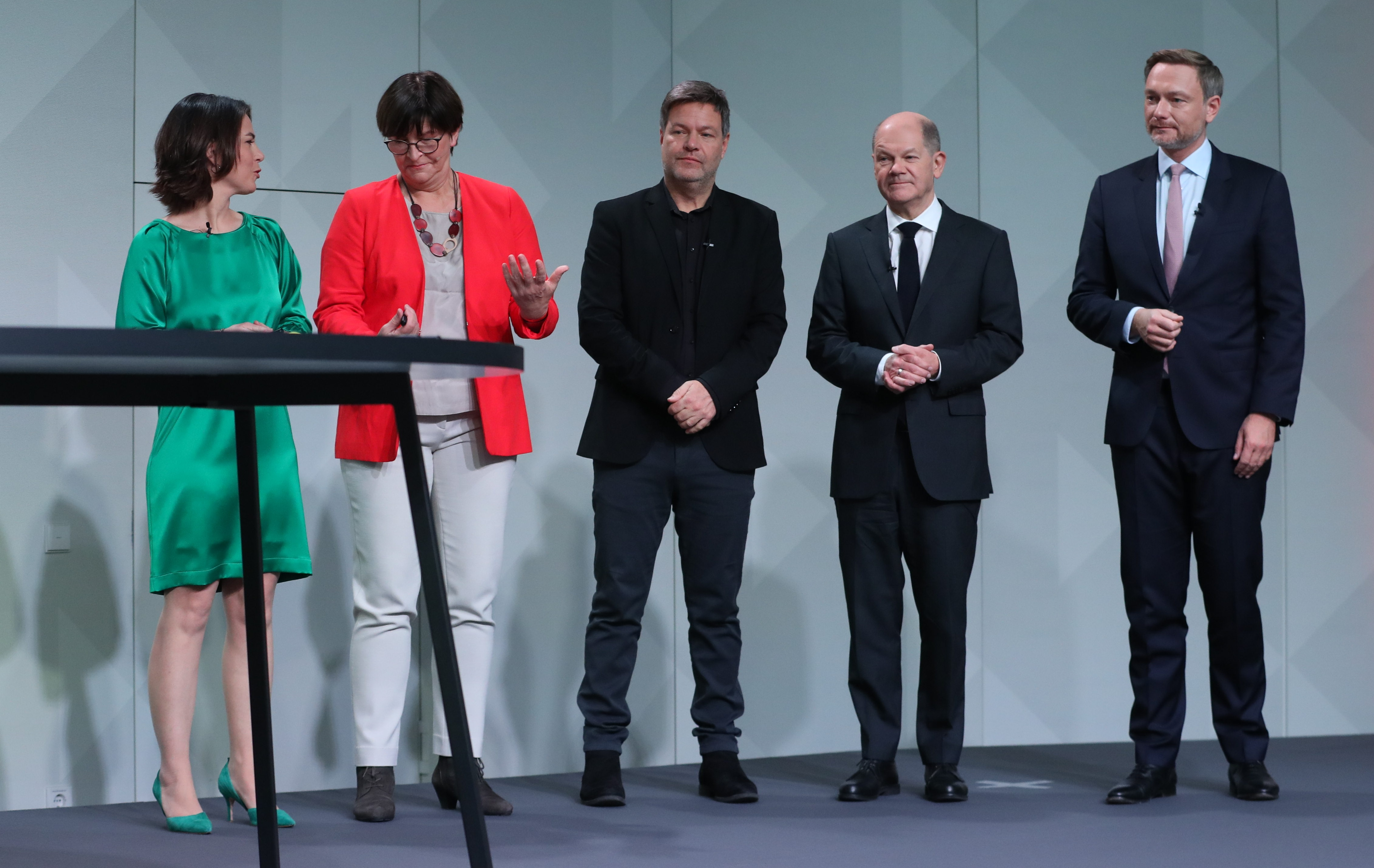
Die damaligen Vorsitzenden der SPD, Grünen und FDP (Saskia Esken, Annalena Baerbock, Robert Habeck und Christian Lindner) am 7. Dezember 2021 mit dem designierten Bundeskanzler Olaf Scholz bei der Unterzeichnung des Ampel-Koalitionsvertrages

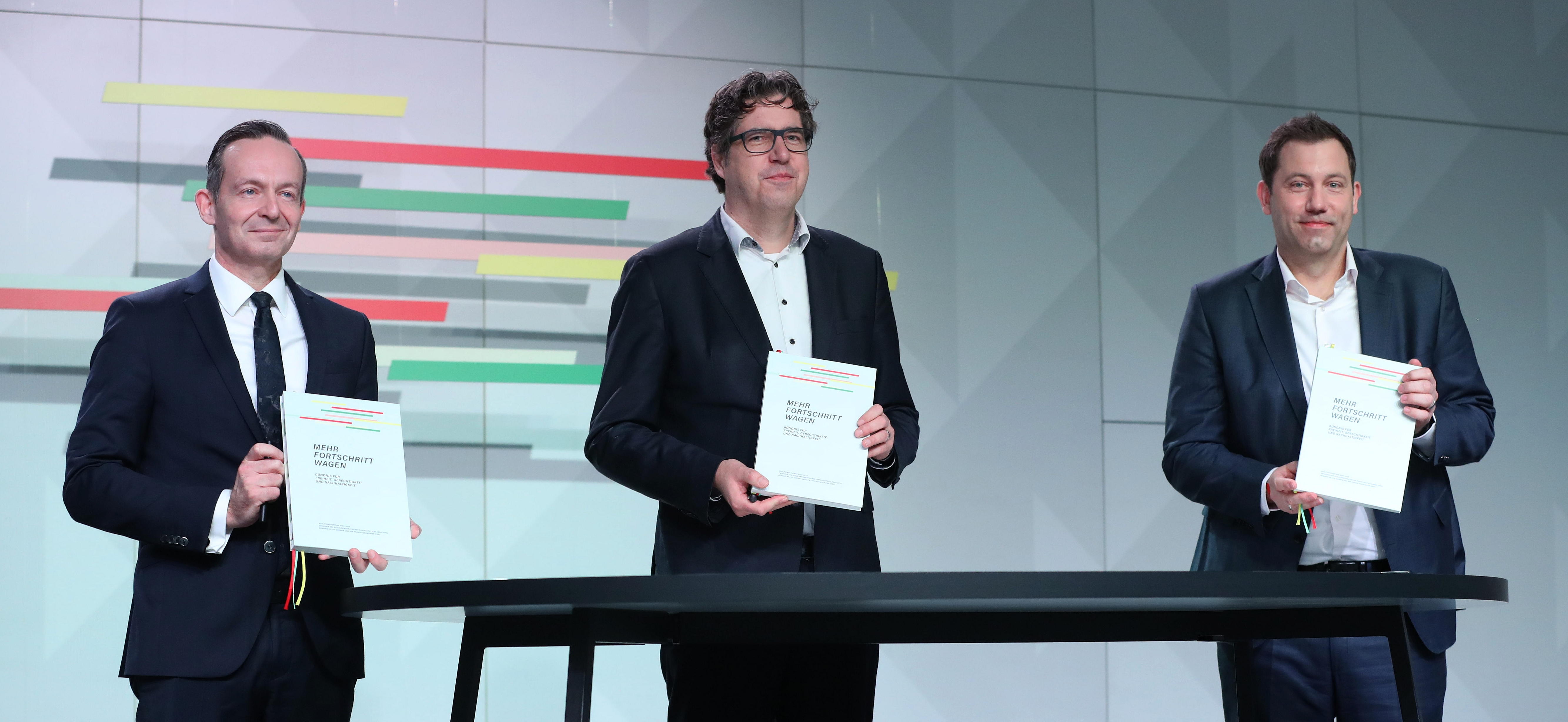
Die damaligen Generalsekretäre (Volker Wissing (FDP), Michael Kellner (Grüne) und Lars Klingbeil (SPD)) bei der Unterzeichnung des Koalitionsvertrags im Dezember 2021

Das Kabinett Scholz war vom 8. Dezember 2021 bis zum 6. Mai 2025 die 24. Bundesregierung der Bundesrepublik Deutschland. Der Wahl von Olaf Scholz zum Bundeskanzler durch den 20. Deutschen Bundestag am 8. Dezember 2021 folgten noch am selben Tag seine Ernennung und die der von ihm vorgeschlagenen Bundesminister durch den Bundespräsidenten Frank-Walter Steinmeier. Zuvor hatten die Parteien der „Ampelkoalition“ den Koalitionsvertrag der 20. Wahlperiode des Bundestages geschlossen. Die Minister des Kabinetts gehörten den drei Parteien SPD, Bündnis 90/Die Grünen und FDP an bis zum Bruch der Ampelkoalition im November 2024, als die FDP ausschied. Ab der konstituierenden Sitzung des 21. Deutschen Bundestages am 25. März 2025 bis zu seiner Ablösung am 6. Mai 2025 war das Kabinett nur noch geschäftsführend im Amt.
Am 6. November 2024 kündigte Bundeskanzler Olaf Scholz (SPD) an, mit der Vertrauensfrage vor den Deutschen Bundestag zu treten. Bundesminister Christian Lindner (FDP) wurde entlassen, zwei weitere Minister der FDP traten zurück. Das Kabinett bestand seitdem aus Ministern der SPD und von Bündnis 90/Die Grünen sowie dem parteilosen Politiker Volker Wissing, der die FDP verließ.
Die Regierung Scholz stützte sich bis November 2024 auf eine absolute Mehrheit von 415 der 733 Abgeordneten im 20. Deutschen Bundestag, nach dem Ausscheiden der FDP aus der Koalition nur noch auf 325 der 733 Abgeordneten.

## Regierungsbildung
Der am 26. September 2021 gewählte 20. Deutsche Bundestag konstituierte sich am 26. Oktober 2021. Verhandlungen für eine mögliche „Ampelkoalition“ wurden am 24. November 2021 mit dem Koalitionsvertrag der 20. Wahlperiode des Bundestages abgeschlossen (siehe auch die Liste der Teilnehmer an den Koalitionsverhandlungen zwischen SPD, Bündnis 90/Die Grünen und FDP 2021).
Der Koalitionsvertrag wurde von der SPD auf einem Parteitag am 4. Dezember 2021 mit 98,8 Prozent gebilligt. Am 5. Dezember genehmigte ihn die FDP auf einem digitalen Parteitag mit 92 Prozent. Die am 6. Dezember endende Urabstimmung bei Bündnis 90/Die Grünen ergab 86 Prozent Zustimmung. Die Unterzeichnung durch die Spitzenvertreter der drei Parteien folgte am 7. Dezember.

### Wahl des Bundeskanzlers im Bundestag
In der Abstimmung über den deutschen Bundeskanzler erhielt der gemäß Art. 63 Abs. 1 GG von Bundespräsident Frank-Walter Steinmeier vorgeschlagene Olaf Scholz am 8. Dezember 2021 vom 20. Deutschen Bundestag in seiner 5. Sitzung 395 von 707 abgegebenen Stimmen (der Bundestag hatte zu diesem Zeitpunkt 736 Mitglieder); 303 Abgeordnete stimmten gegen Scholz, sechs enthielten sich und drei Stimmzettel waren ungültig. Mit der nötigen absoluten Mehrheit war Olaf Scholz damit gemäß Art. 63 Abs. 2 GG zum Bundeskanzler gewählt; Olaf Scholz nahm die Wahl an.
Am selben Tag wurden er und die von ihm vorgeschlagenen Bundesminister von Bundespräsident Frank-Walter Steinmeier ernannt und vor dem Bundestag vereidigt, die Eidesformel nach Art. 56 GG sprach Scholz ohne den möglichen Gottesbezug.
| Wahlgang                                           | Kandidat        | Kandidat          | Stimmen    | Stimmenzahl | Anteil | Koalitionsparteien | Koalitionsparteien | Koalitionsparteien | Koalitionsparteien              |
| -------------------------------------------------- | --------------- | ----------------- | ---------- | ----------- | ------ | ------------------ | ------------------ | ------------------ | ------------------------------- |
| 1. Wahlgang                                        |                 | Olaf Scholz (SPD) | Ja-Stimmen | 395         | 53,7 % |                    |                    |                    | SPD, Bündnis 90/Die Grünen, FDP |
| 1. Wahlgang                                        | Nein-Stimmen    | Olaf Scholz (SPD) | 303        | 41,2 %      |        |                    |                    |                    | SPD, Bündnis 90/Die Grünen, FDP |
| 1. Wahlgang                                        | Enthaltungen    | Olaf Scholz (SPD) | 6          | 0,8 %       |        |                    |                    |                    | SPD, Bündnis 90/Die Grünen, FDP |
| 1. Wahlgang                                        | Ungültig        | Olaf Scholz (SPD) | 3          | 0,4 %       |        |                    |                    |                    | SPD, Bündnis 90/Die Grünen, FDP |
| 1. Wahlgang                                        | nicht abgegeben | Olaf Scholz (SPD) | 29         | 3,9 %       |        |                    |                    |                    | SPD, Bündnis 90/Die Grünen, FDP |
| Damit wurde Olaf Scholz zum Bundeskanzler gewählt. |                 |                   |            |             |        |                    |                    |                    |                                 |

Von den 416 Mitgliedern der Koalitionsfraktionen fehlten nach dem Sitzungsprotokoll sechs entschuldigt.
| Wahlgang                                                   | Kandidat        | Kandidat          | Stimmen    | Stimmenzahl | Anteil | Koalitionsparteien | Koalitionsparteien | Koalitionsparteien |
| ---------------------------------------------------------- | --------------- | ----------------- | ---------- | ----------- | ------ | ------------------ | ------------------ | ------------------ |
| Vertrauensfrage                                            |                 | Olaf Scholz (SPD) | Ja-Stimmen | 207         | 28,2 % |                    |                    | SPD, Grüne         |
| Vertrauensfrage                                            | Nein-Stimmen    | Olaf Scholz (SPD) | 394        | 53,8 %      |        |                    |                    | SPD, Grüne         |
| Vertrauensfrage                                            | Enthaltungen    | Olaf Scholz (SPD) | 116        | 15,8 %      |        |                    |                    | SPD, Grüne         |
| Vertrauensfrage                                            | Ungültig        | Olaf Scholz (SPD) | 0          | 0,0 %       |        |                    |                    | SPD, Grüne         |
| Vertrauensfrage                                            | nicht abgegeben | Olaf Scholz (SPD) | 16         | 2,2 %       |        |                    |                    | SPD, Grüne         |
| Damit wurde Olaf Scholz nicht das Vertrauen ausgesprochen. |                 |                   |            |             |        |                    |                    |                    |

### Bekanntgabe der Bildung der Bundesregierung
Auf der 5. Sitzung am 8. Dezember 2021 wurden im Anschluss an die Vereidigung von Olaf Scholz als Bundeskanzler auch die vom Bundespräsidenten am selben Tag ernannten Bundesminister bekanntgegeben und leisteten ihrerseits den nach Art. 56 Abs. 2 GG vorgeschriebenen Eid. Dabei sprachen Christian Lindner, Nancy Faeser, Marco Buschmann, Hubertus Heil, Christine Lambrecht, Karl Lauterbach, Volker Wissing, Bettina Stark-Watzinger und Klara Geywitz den fakultativen Gottesbezug. Robert Habeck, Annalena Baerbock, Cem Özdemir, Anne Spiegel, Steffi Lemke, Svenja Schulze und Wolfgang Schmidt leisteten ihren Eid ohne diesen Zusatz.

## Zusammensetzung
Der Zuschnitt des Kabinetts und insbesondere die Verteilung der Ressorts wurden bei der Präsentation des Koalitionsvertrages am 24. November 2021 vorgestellt. Der Bereich „Bau und Wohnen“ wurde aus dem Innenministerium in ein eigenes Ministerium ausgegliedert und der Bereich „Verbraucherschutz“ aus dem Justizministerium ins Umweltministerium verschoben. Auch erhielt das Wirtschaftsministerium den Bereich „Klimaschutz“. Damit gab es 16 statt zuvor 15 Minister, davon stellte sieben die SPD, fünf Bündnis 90/Die Grünen und vier die FDP. Gemäß dem Koalitionsvertrag stellt die SPD im Bundeskanzleramt die „Staatsministerin für Bund-Länder-Beziehungen“, die „Staatsministerin für Migration, Flüchtlinge und Integration“ sowie den „Staatsminister für die neuen Bundesländer“. Bündnis 90/Die Grünen stellen dort die „Staatsministerin für Kultur und Medien“ sowie zwei Staatsministerinnen und einen Staatsminister im Auswärtigen Amt. Das Vorschlagsrecht für Parlamentarische Staatssekretäre liegt bei den jeweiligen Bundesministern.
FDP und Bündnis 90/Die Grünen nominierten Minister aus ihren Reihen am 24. und 25. November 2021. Die SPD veröffentlichte ihre Ministerliste nach der Zustimmung ihrer Delegierten zum Koalitionsvertrag in einer Pressekonferenz am 6. Dezember.
In den Nominierungen wurden neben dem Bundeskanzler acht Ministerinnen und acht Minister berücksichtigt. Auf der Ebene der Parlamentarischen Staatssekretäre gab es 19 Frauen und 18 Männer. Insgesamt gehörten der Bundesregierung nebst Staatsministern und Staatssekretären jeweils 27 Frauen und Männer an (SPD: 13 Frauen, elf Männer; Bündnis 90/Die Grünen: elf Frauen, sieben Männer; FDP: drei Frauen, neun Männer). Scholz löste damit ein Wahlversprechen aus dem November 2020 ein, das Kabinett mit mindestens gleich vielen Frauen wie Männern zu besetzen. Ab der Ablösung von Christine Lambrecht durch Boris Pistorius im Verteidigungsministerium im Januar 2023 war die Geschlechterparität nicht mehr gegeben.
Die Bundesregierung besteht nach Art. 62 Grundgesetz aus dem Bundeskanzler und den Bundesministern. Daher sind die Parlamentarischen Staatssekretäre (ggf. mit der Bezeichnung Staatsminister) keine Regierungsmitglieder.
| Amt oder Ressort                                                  | Bild | Name | Partei                     | Partei                                                                                                  | Parlamentarische Staatssekretäre bzw. Staatsminister                                                                  | Partei | Partei |
| ----------------------------------------------------------------- | --- | --- | -------------------------- | --- | --- | ------ | ------ |
| Bundeskanzler                                                     | | Olaf Scholz                                                                                                |                            | SPD | Sarah Ryglewski Staatsministerin beim Bundeskanzler zuständig für Bund-Länder-Beziehungen und nachhaltige Entwicklung |        | SPD    |
| Bundeskanzler                                                     | Reem Alabali-Radovan Staatsministerin und Beauftragte der Bundesregierung für Migration, Flüchtlinge und Integration sowie für Antirassismus                                                                                              | Olaf Scholz                                                                                                |                            | SPD | |        | SPD    |
| Bundeskanzler                                                     | Carsten Schneider Staatsminister und Beauftragter der Bundesregierung für Ostdeutschland | Olaf Scholz                                                                                                |                            | SPD | |        | SPD    |
| Bundeskanzler                                                     | Claudia Roth Staatsministerin und Beauftragte der Bundesregierung für Kultur und Medien | Olaf Scholz                                                                                                |                            | SPD | Grüne |        |        |
| Stellvertreter des Bundeskanzlers Wirtschaft und Klimaschutz      | | Robert Habeck                                                                                              |                            | Grüne                                                                                                   | Franziska Brantner Sonderbeauftragte der Bundesregierung für die Umsetzung der EITI                                   |        | Grüne  |
| Stellvertreter des Bundeskanzlers Wirtschaft und Klimaschutz      | Michael Kellner Beauftragter der Bundesregierung für den Mittelstand | Robert Habeck                                                                                              |                            | Grüne                                                                                                   | |        | Grüne  |
| Stellvertreter des Bundeskanzlers Wirtschaft und Klimaschutz      | Oliver Krischer bis 28. Juni 2022 | Robert Habeck                                                                                              |                            | Grüne                                                                                                   | |        | Grüne  |
| Stellvertreter des Bundeskanzlers Wirtschaft und Klimaschutz      | Stefan Wenzel ab 14. Juli 2022 | Robert Habeck                                                                                              |                            | Grüne                                                                                                   | |        | Grüne  |
| Finanzen                                                          | | Christian Lindner bis 7. November 2024                                                                     |                            | FDP | Katja Hessel bis 7. November 2024                                                                                     |        | FDP    |
| Finanzen                                                          | Florian Toncar bis 7. November 2024 | Christian Lindner bis 7. November 2024                                                                     |                            | FDP | |        | FDP    |
| Finanzen                                                          | | Jörg Kukies ab 7. November 2024                                                                            |                            | SPD | Sarah Ryglewski ab November 2024                                                                                      |        | SPD    |
| Inneres und Heimat                                                | | Nancy Faeser                                                                                               | SPD                        | Mahmut Özdemir                                                                                          | SPD |        |        |
| Inneres und Heimat                                                | Johann Saathoff | Nancy Faeser                                                                                               | SPD                        | | SPD |        |        |
| Inneres und Heimat                                                | Rita Schwarzelühr-Sutter | Nancy Faeser                                                                                               | SPD                        | | SPD |        |        |
| Auswärtiges                                                       | | Annalena Baerbock                                                                                          |                            | Grüne                                                                                                   | Katja Keul Staatsministerin                                                                                           |        | Grüne  |
| Auswärtiges                                                       | Tobias Lindner Staatsminister | Annalena Baerbock                                                                                          |                            | Grüne                                                                                                   | |        | Grüne  |
| Auswärtiges                                                       | Anna Lührmann Staatsministerin für Europa und Klima, Beauftragte der Bundesregierung für die deutsch-französische Zusammenarbeit und Sonderbeauftragte der Bundesregierung für den Vorsitz Deutschlands im Ministerkomitee des Europarats | Annalena Baerbock                                                                                          |                            | Grüne                                                                                                   | |        | Grüne  |
| Justiz                                                            | | Marco Buschmann bis 7. November 2024                                                                       |                            | FDP | Benjamin Strasser bis 7. November 2024                                                                                |        | FDP    |
| Justiz                                                            | | Volker Wissing ab 7. November 2024                                                                         |                            | parteilos                                                                                               | Johann Saathoff ab November 2024                                                                                      |        | SPD    |
| Arbeit und Soziales                                               | | Hubertus Heil                                                                                              |                            | SPD | Kerstin Griese | SPD    |        |
| Arbeit und Soziales                                               | Anette Kramme | Hubertus Heil                                                                                              |                            | SPD | | SPD    |        |
| Verteidigung                                                      | | Christine Lambrecht bis 19. Januar 2023                                                                    | SPD                        | Thomas Hitschler                                                                                        | SPD |        |        |
| Verteidigung                                                      | | Boris Pistorius ab 19. Januar 2023                                                                         | SPD                        | Siemtje Möller                                                                                          | SPD |        |        |
| Ernährung und Landwirtschaft                                      | | Cem Özdemir                                                                                                |                            | Grüne                                                                                                   | Ophelia Nick |        | Grüne  |
| Ernährung und Landwirtschaft                                      | Manuela Rottmann bis 31. Dezember 2022 | Cem Özdemir                                                                                                |                            | Grüne                                                                                                   | |        | Grüne  |
| Ernährung und Landwirtschaft                                      | Claudia Müller ab 9. Januar 2023 | Cem Özdemir                                                                                                |                            | Grüne                                                                                                   | |        | Grüne  |
| Familie, Senioren, Frauen und Jugend                              | | Anne Spiegel bis 25. April 2022                                                                            | Grüne                      | Ekin Deligöz                                                                                            | Grüne |        |        |
| Familie, Senioren, Frauen und Jugend                              | | Lisa Paus ab 25. April 2022                                                                                | Grüne                      | Sven Lehmann Beauftragter der Bundesregierung für die Akzeptanz sexueller und geschlechtlicher Vielfalt | Grüne |        |        |
| Gesundheit                                                        | | Karl Lauterbach                                                                                            |                            | SPD | Sabine Dittmar |        | SPD    |
| Gesundheit                                                        | Edgar Franke | Karl Lauterbach                                                                                            |                            | SPD | |        | SPD    |
| Digitales und Verkehr                                             | | Volker Wissing                                                                                             |                            | FDP bis November 2024                                                                                   | Daniela Kluckert Beauftragte der Bundesregierung für Ladesäuleninfrastruktur bis 7. November 2024                     |        | FDP    |
| Digitales und Verkehr                                             | Oliver Luksic Koordinator der Bundesregierung für Güterverkehr und Logistik bis 7. November 2024 | Volker Wissing                                                                                             |                            | FDP bis November 2024                                                                                   | |        | FDP    |
| Digitales und Verkehr                                             | Michael Theurer Beauftragter der Bundesregierung für den Schienenverkehr bis 1. September 2024 | Volker Wissing                                                                                             |                            | FDP bis November 2024                                                                                   | |        | FDP    |
| Digitales und Verkehr                                             | Gero Hocker Beauftragter der Bundesregierung für den Schienenverkehr September bis 7. November 2024 | Volker Wissing                                                                                             |                            | FDP bis November 2024                                                                                   | |        | FDP    |
| Digitales und Verkehr                                             | | Volker Wissing                                                                                             | parteilos ab November 2024 | Sören Bartol ab November 2024                                                                           | | SPD    |        |
| Umwelt, Naturschutz, nukleare Sicherheit und Verbraucherschutz    | | Steffi Lemke                                                                                               |                            | Grüne                                                                                                   | Bettina Hoffmann |        | Grüne  |
| Umwelt, Naturschutz, nukleare Sicherheit und Verbraucherschutz    | Christian Kühn bis 14. Februar 2024 | Steffi Lemke                                                                                               |                            | Grüne                                                                                                   | |        | Grüne  |
| Umwelt, Naturschutz, nukleare Sicherheit und Verbraucherschutz    | Jan-Niclas Gesenhues ab 15. Februar 2024 | Steffi Lemke                                                                                               |                            | Grüne                                                                                                   | |        | Grüne  |
| Bildung und Forschung                                             | | Bettina Stark-Watzinger bis 7. November 2024                                                               |                            | FDP | Thomas Sattelberger Beauftragter für Transfer und Ausgründungen aus der Wissenschaft bis 3. Juni 2022                 |        | FDP    |
| Bildung und Forschung                                             | Jens Brandenburg bis 7. November 2024 | Bettina Stark-Watzinger bis 7. November 2024                                                               |                            | FDP | |        | FDP    |
| Bildung und Forschung                                             | Mario Brandenburg Beauftragter für Transfer und Ausgründungen aus der Wissenschaft von 3. Juni 2022 bis 7. November 2024 | Bettina Stark-Watzinger bis 7. November 2024                                                               |                            | FDP | |        | FDP    |
| Bildung und Forschung                                             | | Cem Özdemir ab 25. November 2024; bereits ab 7. November 2024 mit der Wahrnehmung der Geschäfte beauftragt |                            | Grüne                                                                                                   | Claudia Müller ab November 2024                                                                                       |        | Grüne  |
| Wirtschaftliche Zusammenarbeit und Entwicklung                    | | Svenja Schulze                                                                                             |                            | SPD | Niels Annen |        | SPD    |
| Wirtschaftliche Zusammenarbeit und Entwicklung                    | Bärbel Kofler | Svenja Schulze                                                                                             |                            | SPD | |        | SPD    |
| Wohnen, Stadtentwicklung und Bauwesen                             | | Klara Geywitz                                                                                              | SPD                        | Sören Bartol                                                                                            | SPD |        |        |
| Wohnen, Stadtentwicklung und Bauwesen                             | Cansel Kiziltepe bis 27. April 2023 | Klara Geywitz                                                                                              | SPD                        | | SPD |        |        |
| Wohnen, Stadtentwicklung und Bauwesen                             | Elisabeth Kaiser ab 28. April 2023 | Klara Geywitz                                                                                              | SPD                        | | SPD |        |        |
| Bundesminister für besondere Aufgaben Chef des Bundeskanzleramtes | | Wolfgang Schmidt                                                                                           | SPD                        | | |        |        |

Anmerkungen
1. ↑  In der amtlichen Reihenfolge
2. ↑  Weder Parlamentarische Staatssekretäre noch Staatsminister sind nach Art. 62 GG Teil der Bundesregierung.
3. ↑  Die Ernennung zur Beauftragten der Bundesregierung für Antirassismus erfolgte am 23. Februar 2022.
4. ↑  Zur Stellvertretung des Bundeskanzlers bei Abwesenheit des Vizekanzlers besonders bezeichnetes Mitglied der Bundesregierung nach § 22 Abs. 1 S. 2 Alt. 1 GO-BReg. Er leitete als „besonders bezeichneter Bundesminister“ die Kabinettssitzungen, wenn Bundeskanzler und Vizekanzler verhindert waren.

### Veränderungen

#### In derAmpelkoalitionvon SPD, Bündnis 90/Die Grünen und FDP (Dezember 2021 – Oktober 2024)
Am 11. April 2022 erklärte Anne Spiegel den Rücktritt von ihrem Amt als Bundesministerin für Familie, Senioren, Frauen und Jugend. Am 25. April wurde sie von Lisa Paus abgelöst. Ursache für den Rücktritt waren Vorwürfe gegen Spiegel im Zusammenhang mit ihrem vorherigen Amt als Ministerin für Klimaschutz, Umwelt, Energie und Mobilität in Rheinland-Pfalz und ihr Agieren im Kontext des Hochwassers im Ahrtal 2021.
Am 3. Juni 2022 legte Thomas Sattelberger aus privaten und gesundheitlichen Gründen sein Amt als Parlamentarischer Staatssekretär im Bundesministerium für Bildung und Forschung und die damit verbundene Position des Beauftragten für Transfer und Ausgründungen aus der Wissenschaft nieder. Sein Nachfolger wurde noch am selben Tag der Bundestagsabgeordnete Mario Brandenburg.
Am 28. Juni 2022 legte Oliver Krischer sein Amt als Parlamentarischer Staatssekretär im Bundesministerium für Wirtschaft und Klimaschutz nieder, da er in der neu gebildeten schwarz-grünen Koalition in Nordrhein-Westfalen das Amt des Ministers für Umwelt, Naturschutz und Verkehr übernahm. Seine Nachfolge trat am 14. Juli 2022 der ehemalige Minister für Umwelt, Energie und Klimaschutz in Niedersachsen, Stefan Wenzel, an.
Zum 31. Dezember 2022 legte Manuela Rottmann das Amt als Parlamentarische Staatssekretärin im Bundesministerium für Ernährung und Landwirtschaft nieder, da sie als Oberbürgermeisterkandidatin nach Frankfurt am Main wechselte. Ihre Nachfolge trat am 9. Januar 2023 Claudia Müller an.
Am 16. Januar 2023 bat die Bundesministerin der Verteidigung Christine Lambrecht den Bundeskanzler um ihre Entlassung. Am 19. Januar wurde sie aus ihrem Amt entlassen und der niedersächsische Innenminister Boris Pistorius zum Nachfolger ernannt.
Am 27. April 2023 wurde Cansel Kiziltepe Senatorin für Integration, Arbeit, Soziales, Vielfalt und Antidiskriminierung des Landes Berlin, ihr folgte Elisabeth Kaiser als Parlamentarische Staatssekretärin im Bauministerium nach.
Christian Kühn wurde am 15. Februar 2024 Präsident des Bundesamtes für die Sicherheit der nuklearen Entsorgung, sein Nachfolger als Parlamentarischer Staatssekretär im Umweltministerium wurde Jan-Niclas Gesenhues.
Michael Theurer wurde am 1. September 2024 Mitglied des Vorstands der Deutschen Bundesbank, sein Nachfolger als Parlamentarischer Staatssekretär im Verkehrsministerium und als Beauftragter der Bundesregierung für den Schienenverkehr wurde Gero Hocker.

#### Nach dem Bruch derAmpelkoalition(November 2024 bis Mai 2025)
Am 6. November 2024 kündigte Bundeskanzler Olaf Scholz (SPD) an, Bundespräsident Frank-Walter Steinmeier die Entlassung von Bundesminister Christian Lindner (FDP) aufgrund von unüberbrückbaren Differenzen innerhalb der Bundesregierung vorzuschlagen und mit der Vertrauensfrage vor den Deutschen Bundestag zu treten. Die ebenfalls der FDP angehörenden Bundesminister Marco Buschmann (Justiz) und Bettina Stark-Watzinger (Bildung und Forschung) kündigten daraufhin noch am selben Abend ihren Rücktritt an. Sie wurden gemeinsam mit Lindner am Folgetag vom Bundespräsidenten aus ihren Ämtern entlassen.
Volker Wissing (Digitales und Verkehr) trat aus der FDP aus und verblieb in der Regierung; seine Parlamentarischen Staatssekretäre im Verkehrsministerium (Daniela Kluckert, Oliver Luksic und Gero Hocker, alle FDP) baten dagegen um ihre Entlassung; sie schieden genauso wie alle weiteren Parlamentarischen Staatssekretäre der FDP (Katja Hessel, Florian Toncar, Benjamin Strasser, Jens Brandenburg und Mario Brandenburg) am 7. November aus dem Amt.
Der bisherige Staatssekretär im Bundeskanzleramt Jörg Kukies (SPD) wurde zum Bundesminister der Finanzen ernannt, Landwirtschaftsminister Cem Özdemir (Grüne) übernahm zusätzlich das Bildungsministerium, Volker Wissing wurde zusätzlich zum Bundesminister der Justiz ernannt.
Daraufhin wurde, ebenfalls im November 2024, die Parlamentarische Staatssekretärin im Bundesministerium für Ernährung und Landwirtschaft Claudia Müller zusätzlich zur Parlamentarischen Staatssekretärin im Bundesministerium für Bildung und Forschung ernannt. Die Staatsministerin für Bund-Länder-Beziehungen und nachhaltige Entwicklung im Bundeskanzleramt Sarah Ryglewski wurde zusätzlich zur Parlamentarischen Staatssekretärin im Bundesministerium der Finanzen ernannt. Der Parlamentarische Staatssekretär im Bundesministerium für Wohnen, Stadtentwicklung und Bauwesen Sören Bartol wurde zusätzlich zum Parlamentarischen Staatssekretär im Bundesministerium für Digitales und Verkehr ernannt. Der Parlamentarische Staatssekretär im Bundesministerium des Innern und für Heimat Johann Saathoff wurde zusätzlich zum Parlamentarischen Staatssekretär im Bundesministerium der Justiz ernannt.
Am 6. Mai 2025 wurde das Kabinett Scholz vom Kabinett Merz abgelöst.

### Weitere Personalien
Der Koalitionsvertrag spricht das Vorschlagsrecht für den deutschen EU-Kommissar nach der Europawahl 2024 Bündnis 90/Die Grünen zu, sofern die Kommissionspräsidentin nicht aus Deutschland stammt. Da Ursula von der Leyen jedoch 2024 erneut zur Kommissionspräsidentin gewählt wurde, kam dieses Vorschlagsrecht nicht zum Zuge.
Zum Regierungssprecher wurde Steffen Hebestreit (SPD) ernannt.
Von der Bundesregierung wurden auch Bundesbeauftragte ernannt; Stand Januar 2024 gab es 45 Beauftragte der Bundesregierung, Bundesbeauftragte sowie Koordinatoren der Bundesregierung nach § 21 Abs. 3 Gemeinsame Geschäftsordnung der Bundesministerien.

## Gesetzesinitiativen
Die Koalition von SPD, Bündnis 90/Die Grünen und FDP verfügte im 20. Deutschen Bundestag bis November 2024 über eine absolute Mehrheit der Abgeordneten.
Im Jahr 2021, in dem die Arbeit des 19. Bundestags endete und die des 20. Bundestags begann, brachte die neue Bundesregierung noch keine Gesetzesvorhaben in den Bundestag ein.
Das Jahr 2022 brachte im 20. Deutschen Bundestag 115 Gesetze, die an 68 Sitzungstagen verabschiedet wurden. 75 der Gesetzesentwürfe brachte die Bundesregierung ein.
Eine im September 2023 durch die Bertelsmann-Stiftung veröffentlichte Halbzeitbilanz kam zu dem Fazit, dass die Ampel-Regierung im Vergleich zur Vorgängerregierung, der Großen Koalition (Kabinett Merkel IV), mit 38 statt 53 Prozent zwar anteilsmäßig weniger ihrer Koalitionsversprechen bis zur Halbzeit umgesetzt hatte, mit 174 von 453 erfüllten Vorhaben (gegenüber der Vorgängerregierung, die zur Halbzeit 154 Vorhaben umgesetzt hatte) aber absolut gesehen sogar etwas mehr schaffte. Weitere 55 Vorhaben bzw. 12 Prozent wären im „Prozess der Erfüllung“ und nochmals 62 Vorhaben bzw. 14 Prozent „substantiell angegangen“. Im Umkehrschluss seien 162 Vorhaben bzw. 36 Prozent noch nicht erfüllt oder angegangen. Unter den umgesetzten Vorhaben waren sowohl größere Reformen als auch weniger aufwendige Gesetze.
Im Jahr 2023 verabschiedete der Deutsche Bundestag insgesamt 107 Gesetze, von denen die Bundesregierung 89 Gesetzentwürfe einbrachte.
Mit dem Ausscheiden der FDP aus der Koalition im November 2024 verlor die Regierung von Bundeskanzler Olaf Scholz die absolute Mehrheit im Bundestag. Um trotzdem Gesetze beschließen zu können, war die Minderheitsregierung auf Unterstützung aus dem Oppositionslager angewiesen.

### Von Bundestag und Bundesrat beschlossene Gesetze
| Gegenstand | Federführende Ministerien                                          | In-Kraft                       |
| --- | ------------------------------------------------------------------ | ------------------------------ |
| Schaffung eines 100 Mrd. € Sondervermögens Bundeswehr im Rahmen der „Zeitenwende“ | Verteidigung                                                       | 1. Juli 2022                   |
| Abschaffung des Paragrafen 219a StGB (Werbung für den Abbruch der Schwangerschaft) | Justiz                                                             | 18. Juli 2022                  |
| Erhöhung der BAföG-Sätze und Erweiterung des Kreises der Bezugsberechtigten | Bildung und Forschung                                              | 1. August 2022                 |
| Erhöhung des Mindestlohnes auf 12 Euro und der Minijobgrenze auf 520 € | Arbeit und Soziales                                                | 1. Oktober 2022                |
| Entlastung bei den Energiekosten durch Abschaffung der EEG-Umlage, Senkung der Energiesteuer, 300 € Energiepreispauschale sowie eine Strom- und Gaspreisbremse | Finanzen / Wirtschaft und Klimaschutz                              | 29. November 2022              |
| Ratifizierung des Freihandelsabkommens mit Kanada (CETA) | Wirtschaft und Klimaschutz                                         | 1. Dezember 2022               |
| Steuerentlastungen, insb. gegen die kalte Progression (Inflationsausgleichsgesetz), sowie Erhöhung des Arbeitnehmerpauschbetrags, des Grundfreibetrags, des Sparer-Pauschbetrags und der Pendlerpauschale | Finanzen                                                           | 8. Dezember 2022               |
| Beschleunigung des Ausbaus der Erneuerbarer Energien (sog. Osterpaket) und Novellierung des EEG | Wirtschaft und Klimaschutz                                         | 1. Januar 2023                 |
| Wohngeldreform | Wohnen, Stadtentwicklung und Bauwesen                              | 1. Januar 2023                 |
| Einführung des Bürgergeldes (Ablösung von „Hartz IV“) | Arbeit und Soziales                                                | 1. Januar 2023                 |
| Paritätische Verteilung der CO2-Abgaben fürs Heizen mit Erdöl und Erdgas zwischen Mietern und Vermietern (Kohlendioxidkostenaufteilungsgesetz) | Wirtschaft und Klimaschutz / Wohnen, Stadtentwicklung und Bauwesen | 1. Januar 2023                 |
| Änderung des Europawahlgesetzes: Senkung des Wahlalters auf 16 für die Wahl des Europäischen Parlaments | Inneres                                                            | 14. Januar 2023                |
| Beschleunigung von verwaltungsgerichtlichen Verfahren im Infrastrukturbereich | Justiz                                                             | 15. März 2023                  |
| Novellierung des Verpackungsgesetzes (Caterer, Lieferdienste und Restaurants müssen Alternativen zu Einwegbehältern für To-Go- bzw. Take-Away-Essen und -Getränke anbieten) | Umwelt, Naturschutz, nukleare Sicherheit und Verbraucherschutz     |                                |
| Änderung des Transfusionsgesetzes (Neuregelung der Blutspende durch Abschaffung der Diskriminierung homosexueller Männer und Abschaffung der Altershöchstgrenze) | Gesundheit                                                         | 1. April 2023                  |
| Deutschlandticket (bundesweite ÖPNV-Nutzung für 49 €) | Verkehr                                                            | 1. Mai 2023                    |
| Kulturpass für 18-Jährige (200 Euro Budget zur Nutzung kultureller Angebote) |                                                                    | 1. Juni 2023                   |
| Pflegereform (Erhöhung der Leistungen und des Pflegeunterstützungsgelds für häusliche Pflege; Erhöhung der Beitragssätze; Abschläge für Familien ab dem 2. Kind) | Gesundheit                                                         | 1. Juli 2023                   |
| Reform des Baugesetzes (Bauleitpläne werden online veröffentlicht und Genehmigungsverfahren vereinfacht) | Wohnen, Stadtentwicklung und Bauwesen                              | 7. Juli 2023                   |
| Arzneimittel-Lieferengpassbekämpfungs- und Versorgungsverbesserungsgesetz | Gesundheit                                                         | 1. August 2023                 |
| Gesetz zur Kennzeichnung von Lebensmitteln mit der Haltungsform der Tiere, von denen die Lebensmittel gewonnen wurden (Tierwohllabel) | Ernährung und Landwirtschaft                                       | 24. August 2023                |
| Reform des Wettbewerbsrechts zur Stärkung des Bundeskartellamtes | Wirtschaft und Klimaschutz / Justiz                                |                                |
| Gesetz zur Überarbeitung des strafrechtlichen Sanktionenrechts (Halbierung der Ersatzfreiheitsstrafe, ausdrücklich gesetzlich geregelte Verschärfung in der Strafzumessung bei Taten mit „geschlechtsspezifischen“ sowie „gegen die sexuelle Orientierung gerichteten“ Motiven, Möglichkeit einer Weisung zur Therapie oder Erbringung gemeinnütziger Leistungen bei Bewährungen) | Justiz                                                             | 1. Oktober 2023                |
| Reform des Fachkräfteeinwanderungsgesetzes („Chancen-Aufenthaltsrecht“, „Chancenkarte“ basierend auf einem Punktesystem) | Inneres sowie Arbeit und Soziales                                  | 1. November 2023               |
| Gesetz zur Heizungsmodernisierung / „Wärmewende“ (Gebäudeenergiegesetz) | Wirtschaft und Klimaschutz                                         | 1. Januar bzw. 1. Oktober 2024 |
| Reform des Lobbyregisters zur Einführung eines „legislativen Fußabdrucks“ |                                                                    | 1. März 2024                   |
| Wachstumschancengesetz (steuerliche Erleichterungen für Unternehmen, Abbau von Bürokratie, Investitionen in den Klimaschutz, mehr Fachkräfte aus dem Ausland, schnellere Planungs- und Genehmigungsverfahren) | Finanzen                                                           | 27. März 2024                  |
| Reform des Staatsangehörigkeitsrechts (doppelte Staatsbürgerschaft auch für Nicht-EU-Bürger, Verkürzung der Mindestaufenthaltszeit) | Inneres                                                            | 1. April 2024                  |
| Legalisierung von Cannabis | Gesundheit                                                         | 1. April 2024                  |
| Solarpaket (Vereinfachung der Installation von Solarmodulen auf Dächern, Balkonen und Feldern) | Wirtschaft und Klimaschutz                                         | 16. Mai 2024                   |
| Senkung der Mindeststrafe für die Verbreitung von Kinderpornographie | Justiz                                                             | 28. Juni 2024                  |
| Reform des Klimaschutzgesetzes (Aufhebung der CO2-Ziele für einzelne Sektoren) | Wirtschaft und Klimaschutz                                         | 17. Juli 2024                  |
| Startchancenprogramm zur Förderung von Schulen in sozialen Brennpunkten | Bildung und Forschung                                              | 1. August 2024                 |
| Einführung der Möglichkeit einer digitalen Verfassungsbeschwerde | Justiz                                                             | 1. August 2024                 |
| Bürokratieentlastungsgesetz | Justiz                                                             | 31. Oktober 2024               |
| Selbstbestimmungsgesetz (Ersatz für Transsexuellengesetz) | Justiz sowie Familie, Senioren, Frauen und Jugend                  | 1. November 2024               |
| Krankenhausreform | Gesundheit                                                         | 1. Januar 2025                 |
| Reform der Schuldenbremse | Finanzen                                                           | 25. März 2025                  |
| Reform des Namensrechts | Justiz                                                             | 1. Mai 2025                    |

### Maßnahmen nach dem russischen Überfall auf die Ukraine 2022
Im Jahr 2022 beschloss das Kabinett aufgrund gestiegener Lebenshaltungskosten (insbesondere aufgrund gestiegener Energie- und Benzinpreise), die durch den von Russland begonnenen Krieg gegen die Ukraine und der von Russland eingestellten Erdgaslieferungen gegenüber Deutschland bedingt sind, Maßnahmen zur finanziellen Entlastung der Bevölkerung. In zwei ersten Maßnahmenpaketen in Höhe von 30 Milliarden Euro wurde neben der Abschaffung der EEG-Umlage Einmalzahlungen in Höhe von 300 Euro für alle Beschäftigten, eine Einmalzahlung von 100 bis 200 Euro für alle Arbeitslosen, eine einmalige Erhöhung des Kindergeldes um 100 Euro pro Kind sowie jeweils drei Monate das 9-Euro-Ticket und eine Stützung der Kraftstoffpreise verfügt. In einem dritten Maßnahmenpaket in Höhe von 65 Milliarden Euro wurden unter anderem Einmalzahlungen in Höhe von 300 Euro an Rentner, Einmalzahlungen in Höhe von 200 Euro an Fachschüler und Studenten, 415 Euro Heizkostenzuschüsse an Bezieher von Wohngeld zusätzlich zur dauerhaften Erhöhung desselben ab dem Jahr 2023, eine Erhöhung des Kindergeldes um 18 Euro ab dem Jahr 2023, eine Anhöhung der Midijob-Obergrenze, die Einführung eines deutschlandweiten Nahverkehrstickets (49-Euro-Ticket), eine Einkommensteuerentlastung, eine weitere Steuerfreistellung von 3000 Euro, eine Strompreisbremse und die Einführung eines Bürgergeldes (das 50 Euro über den Hartz IV-Regelsätzen liegt) beschlossen. Zur Finanzierung der Maßnahmen einigte sich die Ampelkoalition auf die Abschöpfung von Zufallsgewinnen am Strommarkt (Übergewinnsteuer). Ende September 2022 stellte Scholz mit seiner Regierung über Kredite (Wirtschaftsstabilisierungsfonds) finanzierte Maßnahmen in Höhe von 200 Milliarden Euro vor. Darunter fallen die Senkung der Umsatzsteuer auf Gas bis zum Frühjahr 2024 von 19 auf sieben Prozent, Ausbau der Infrastruktur für den Import von Flüssigerdgas durch LNG-Terminals, die potentielle Ausschöpfung von alternativen Energiequellen und von Kohleverstromung als auch der potentielle Weiterbetrieb von Kernkraftwerken bis Mitte April 2023 (statt Abschaltung Ende 2022).

### Nicht umgesetzte Gesetzesvorhaben
| Gegenstand                                                                                      | Verantwortliche Ministerien          |
| ----------------------------------------------------------------------------------------------- | ------------------------------------ |
| Einführung einer Kindergrundsicherung                                                           | Familie, Senioren, Frauen und Jugend |
| Verbot für an Kinder gerichtete Werbung für ungesunde Lebensmittel                              | Ernährung und Landwirtschaft         |
| Einführung einer Aktienrente („Generationenkapital“)                                            | Finanzen                             |
| Senkung des Wahlalters auf 16 für Bundestagswahlen                                              | Inneres                              |
| Familienstartzeitgesetz (zwei Wochen Freistellung für beide Elternteile nach Geburt des Kindes) | Familie, Senioren, Frauen und Jugend |
| Reform des Unterhaltsrechts                                                                     | Justiz                               |
| Reform des Rettungsdienstes                                                                     | Gesundheit                           |
| Kraftwerkssicherheitsgesetz                                                                     | Wirtschaft und Klimaschutz           |
| Reform des Wissenschaftszeitvertragsgesetzes                                                    | Bildung und Forschung                |